# Odon Nicolas Loeillot Demars
Odon Nicolas Loeillot Demars, né le 1er octobre 1751 à Paris, mort le 11 août 1808 à Gênes (Italie), est un général français de la Révolution et de l’Empire.

## Biographie
Odon Nicolas Loeillot Demars est le fils de Nicolas Philippe Loeillot et de Marie Louise Demars.
Il entre en service le 28 février 1768, comme sous-lieutenant au régiment de Nassau, il passe lieutenant en novembre 1772, et il sert en Corse de 1773 et 1775.
En 1778, il est capitaine d’infanterie au département de la guerre, et il devient aide-major dans le corps des volontaires étrangers de la marine le 1er septembre 1778. Le 27 février 1779, il rejoint l’Île-de-France, et il est nommé aide-major général des troupes de l’Île-de-France le 1er janvier 1780. Major du régiment de Pondichéry le 3 mars 1781, il rentre en France en février 1784, et il est fait chevalier de Saint-Louis le 9 mai 1788.
En 1790, il est dans la garde nationale d’Obernai, et le 5 octobre 1791, il est élu lieutenant-colonel au 2e bataillon de volontaires du Bas-Rhin.
Il est promu maréchal de camp le 27 septembre 1792 à l’armée du Rhin, et il est suspendu le 15 mai 1793, mais il sert jusqu’au 18 septembre suivant. Il est arrêté et conduit à la prison de l’Abbaye le 2 octobre 1793, il est remis en liberté le 26 août 1794, et il est autorisé à prendre sa retraite le 3 février 1795. 
Le 13 juin 1795, il est remis en activité à l’armée des côtes de Cherbourg, et le 23 juin 1796, il commande la place de Liège. Il est mis en congé de réforme le 24 mars 1797.
Le 22 avril 1800, il devient administrateur de l’hôpital militaire de Landau.
Le 21 août 1807, il commande la 5e demi-brigade des vétérans à Grenoble, et il meurt le 11 août 1808 à Gênes en Italie.

## Sources
- (en) « Generals Who Served in the French Army during the Period 1789 - 1814: Eberle to Exelmans »
- Thierry Pouliquen, « Les généraux français et étrangers ayant servis [sic] dans la Grande Armée » (consulté le 28 avril 2014)
- Docteur Robinet, Jean-François Eugène et J. Le Chapelain, Dictionnaire historique et biographique de la révolution et de l'empire, 1789-1815, volume 2, Librairie Historique de la révolution et de l’empire, 900 p. (lire en ligne), p. 595.
- Étienne Charavay, Correspondance général de Carnot, tome 3, imprimerie Nationale, 1897, p. 274.
- (pl) « Napoléon.org.pl »
- Georges Six, Dictionnaire biographique des généraux & amiraux français de la Révolution et de l'Empire (1792-1814) Paris : Librairie G. Saffroy, 1934, 2 vol., p. 326